# Aeroportul Trollhättan-Vänersborg
Aeroportul Trollhättan-Vänersborg (IATA: THN, ICAO: ESGT) este un aeroport din Comuna Trollhättan, Västra Götalands län, Suedia ce deservește zona Trollhättan. Aeroportul a fost tranzitat în 2022 de 11.927 de pasageri. A fost deschis în 1938.
Situat la o altitudine de 42 m, aeroportul dispune de 1 pistă.

## Infrastructură

### Piste
Aeroportul dispune de o singură pistă. Pista are orientarea 15/33. 